# Río Frío (Texas)
El río Frío es un río en el estado estadounidense de Texas. El origen de su nombre es una clara alusión a la frescura del río alimentado por un manantial.

## Otros nombres
Según el Sistema de información de nombres geográficos de Estados Unidos, también ha sido históricamente conocido como: 
- Río Frío
- Arroyo Hondo
- Río Hondo
- Río Sarco

## Geografía
El río Frío tiene tres afluentes principales; los ríos Fríos Este, Oeste y Seco. El río Frío Oeste nace de manantiales en el noreste del condado de Real y se une con el río Frío Este cerca de la ciudad de Leakey; el río Frío Seco se une al noreste de Uvalde. El río fluye generalmente hacia el sureste por 322 km (200 millas) hasta que desemboca en el río Nueces al sur de la ciudad de Three Rivers. En el camino, el río Frío proporciona agua al embalse de Choke Canyon en los condados de McMullen y Live Oak.
El condado de Frío, Texas lleva el nombre del río.

## Características
El río Frío se considera navegable desde muy por encima de Leakey hasta unas 5 mi (8 km) corriente abajo de Concan. Desde este último lugar, el caudal de agua del río Frío en los meses de verano es insuficiente para superar la percolación natural hacia los cursos de agua subterráneos de roca caliza; por lo tanto, el cauce del río aparece seco intermitentemente y el río ya no es navegable de forma continua ni eficiente durante todo el año desde ese lugar hasta su confluencia con el río Nueces.
Las leyes aplicables relacionadas con la navegabilidad incluyen estatutos escritos en español que aún están vigentes en Texas. Solo se puede acceder al río desde puntos de acceso público, y todas las orillas del río son propiedad privada. El acceso a las orillas del río solo es legal en el caso de acarreo de canoas o escultismo. Según lo establecido por el Departamento de Parques y Vida Silvestre de Texas, que administra los ríos navegables en Texas: «El proyecto de ley del Senado 155 logra un equilibrio entre el derecho de navegación y los intereses de propiedad privada al establecer que las obstrucciones por acarreo o escultismo no crean una servidumbre prescriptiva sobre cualquier propiedad privada así utilizada. Por lo tanto, según la SB 155, si se utiliza una propiedad privada a la orilla del río para acarreo o escultismo, el propietario no corre ningún riesgo de pérdida permanente de un interés de propiedad. En caso de que no sea necesario usar esa propiedad ribereña, en particular, para acarreo o escultismo (por ejemplo, porque el río cambia de curso), el derecho público de uso desaparece».

## Recreación
El flujo fresco y constante del río Frío lo ha convertido en un popular destino de verano. El parque estatal Garner, en el río a unas 10 millas (16,1 km) al sur de Leakey y 75 millas (120,7 km) al oeste de San Antonio, ofrece actividades de acampada, pesca y otras. También existen numerosas zonas de acampada de propiedad privada a lo largo del río.

## Galería

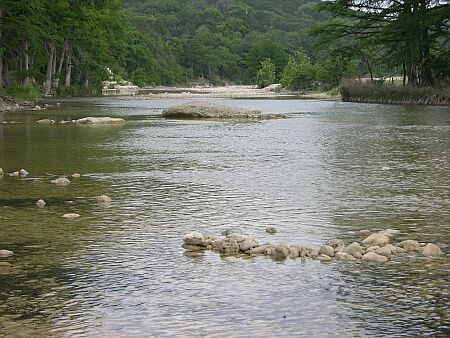
El río Frío a su paso por el Parque Estatal Garner en el condado de Uvalde, Texas.
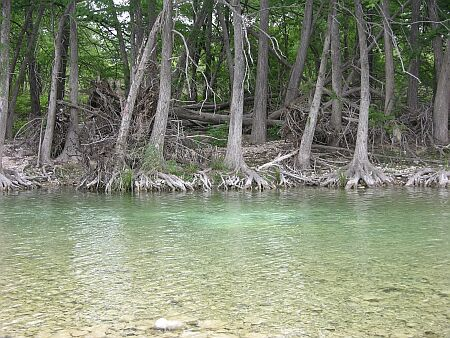
Los cipreses bordean las aguas del río Frío, ubicado en Texas Hill Country.
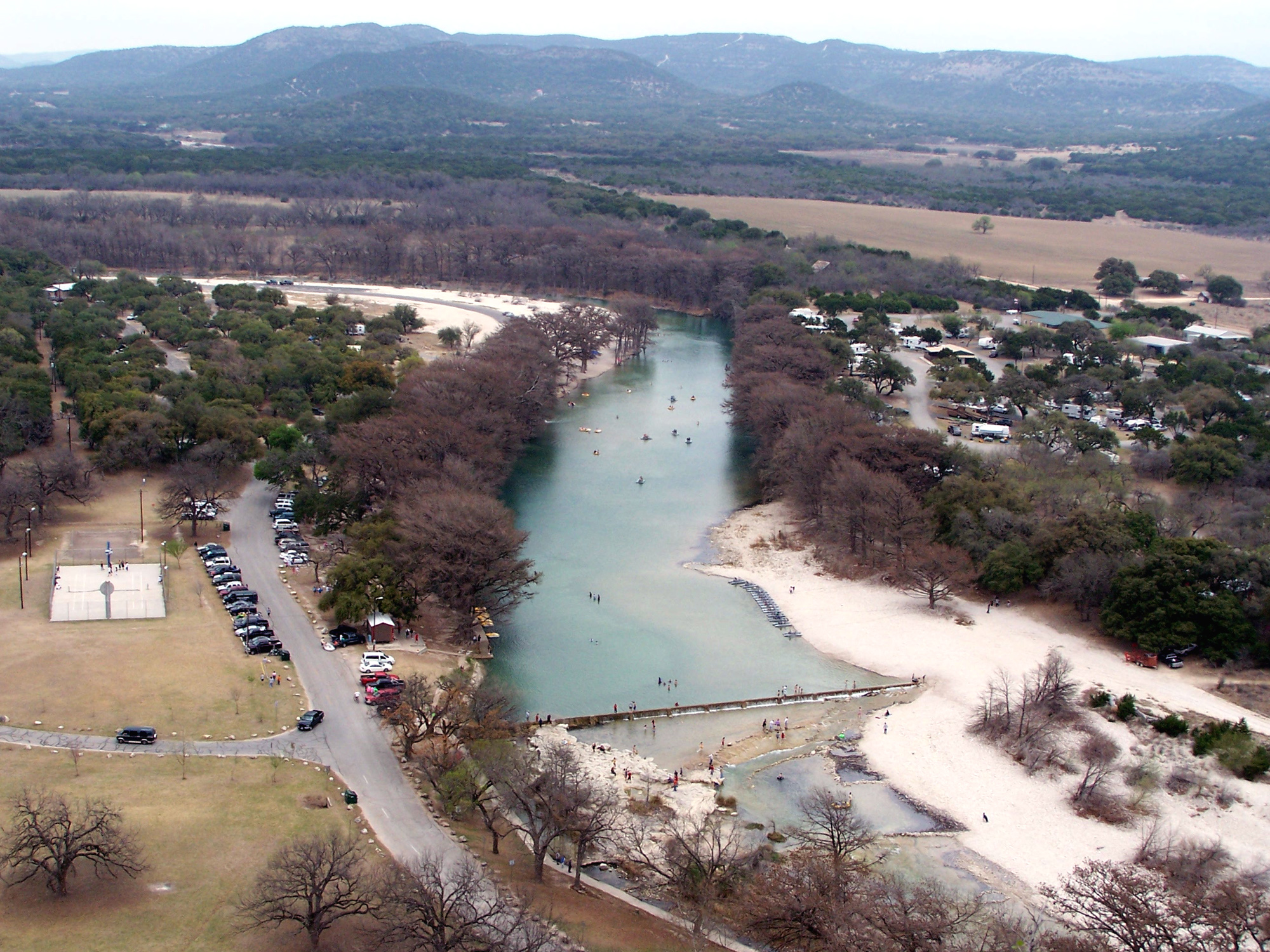
Presa para nadar en el río Frío en el lado este del Parque Estatal Garner.